# Alticola stoliczkanus
Alticola stoliczkanus — вид гризунів родини Cricetidae. Зустрічається в Китаї, Пакистані, Індії та Непалі. Цей вид зустрічається в гірських районах, де він населяє ліси помірного поясу, верхні межі хвойних лісів, чагарники, напівзасушливі та посушливі луки, скелясті ділянки до краю снігової лінії.

## Морфологічні особливості
Вид досягає довжини голови й тулуба від 10,0 до 12,1 сантиметра з хвостом від 1,4 до 2,4 сантиметра. Довжина задньої лапи становить від 20 до 23 міліметрів. Спинне хутро коричнево-сіре, часто з рудувато-коричневим відтінком. Черевний бік блідо-сірувато-білий і різко відмежований від спинної частини. Хвіст дуже короткий і вкритий білими волосками.

## Спосіб життя
Вид активний удень і травоїдно харчується травами з альпійських лугів. Самиці можуть мати потомство двічі протягом сезону розмноження з квітня по серпень; розмір виводку становить від чотирьох до п'яти молодих тварин.